# Elbe-Parey
Elbe-Parey is een gemeente in de Duitse deelstaat Saksen-Anhalt, en maakt deel uit van de Landkreis Jerichower Land.
Elbe-Parey telt 6.402 inwoners.

## Indeling gemeente
De gemeente bestaat uit de volgende Ortsteile:
- Bergzow
- Derben
- Ferchland
- Güsen
- Hohenseeden
- Neuderben
- Parey
- Zerben

Biederitz ·
Burg ·
Elbe-Parey ·
Genthin ·
Gommern ·
Jerichow ·
Möckern ·
Möser